# Смілянська сільська рада
Смілянська сільська рада — колишній орган місцевого самоврядування у Слов'яносербському районі Луганської області з адміністративним центром у с. Сміле.

## Загальні відомості
Луганська обласна рада рішенням від 18 грудня 2003 року у Слов'яносербському районі утворила Смілянську сільраду з центром у селі Сміле.

## Населені пункти
Сільській раді підпорядковані населені пункти:
- с. Сміле